# Энгельгардт, Хелена фон
Баронесса Хелена фон Энгельгардт (нем. Helene von Engelhardt; 2 сентября 1850, Вилейкяй, Шилутское районное самоуправление — 7 июля 1910) — немецкая писательница, поэтесса и переводчица

; жена пианиста Луи Пабста. В ряде источников описывается по фамилии мужа Хелен Пабст, а иногда Хелен фон Энгельхардт-Шнелленштейн.

## Биография
Хелена фон Энгельгардт родилась 2 сентября 1850 года в местечке Вилейкяй в Восточной Пруссии (ныне Литва), которая в то время была частью Российской империи; происходила из балтийских немцев и принадлежала к древнему баронскому роду Энгельгардт. У неё было счастливое детство, и она получила хорошее образование сначала дома, а затем в Елгаве и Риге.
Она начала свою литературную карьеру с переводов с русских поэтов (А. С. Пушкина и М. Ю. Лермонтова), латышской народной поэзии, а также французской и английской поэзии на немецкий язык. Одновременно она брала частные уроки латыни.
В 1869–1870 гг. Х. фон Энгельгардт побывала в городе Штутгарте, где познакомилась с писателями Вольфгангом Менцелем, Фердинандом Фрейлигратом и Фридрихом фон Боденштедтом.
В 1870 году она с семьей переехала в Ригу, где начала изучать греческий язык. Там она познакомилась с пианистом и учителем музыки Луи Пабстом и в 1876 году состоялось их бракосочетание. С 1878 года пара много путешествовала, вместе играла на фортепиано на концертах, побывала в Вене, Будапеште, Лейпциге, Штутгарте, Лондоне, Санкт-Петербурге и Москве, а также три года провела в Мельбурне. В этом браке родились два сына, писатель Артур фон Энгельгардт и журналист Алексис фон Энгельхардт.

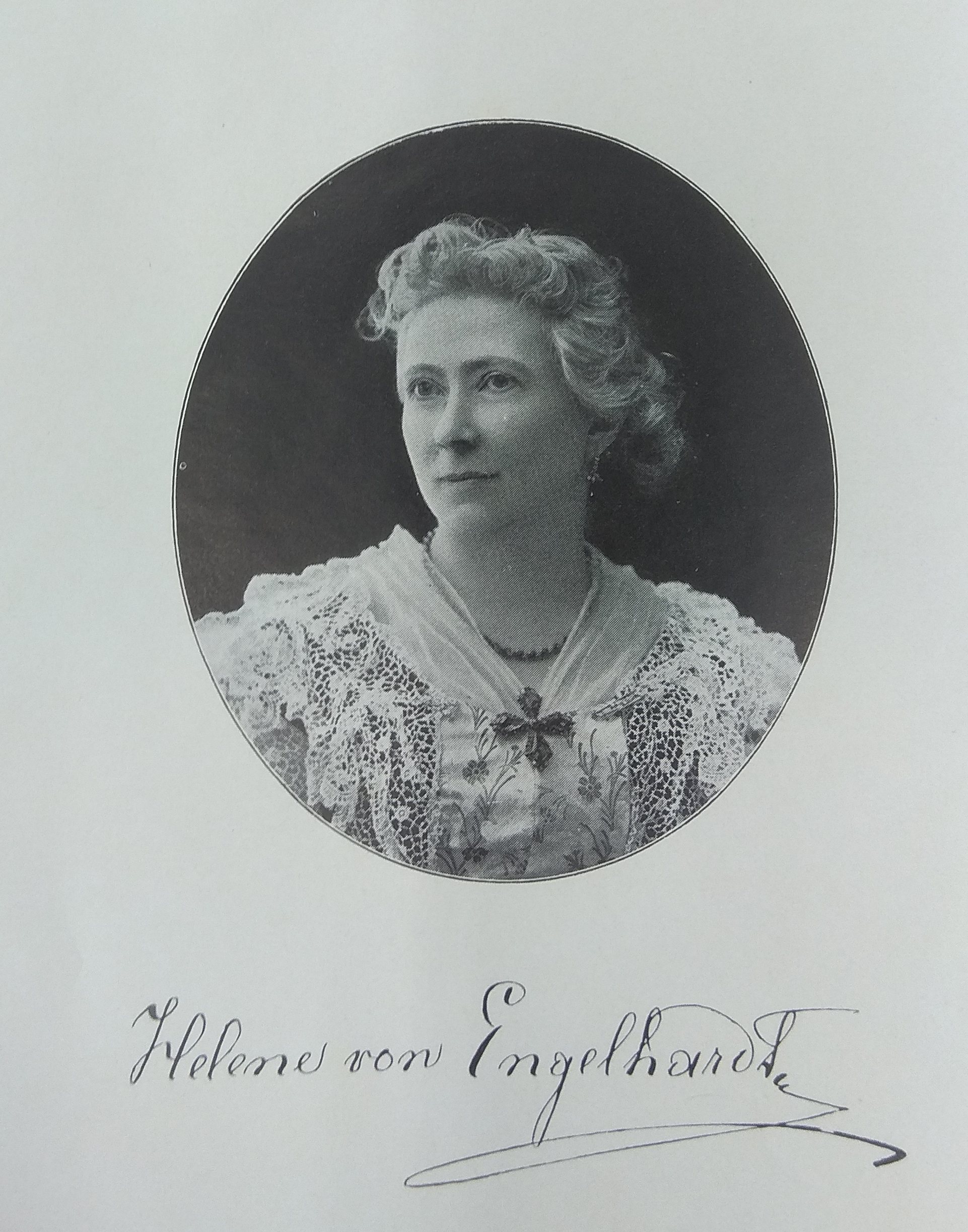
Фотопортрет Хелены фон Энгельгардт

Хелена фон Энгельгардт скончалась 7 июля 1910 года.